# Lébès

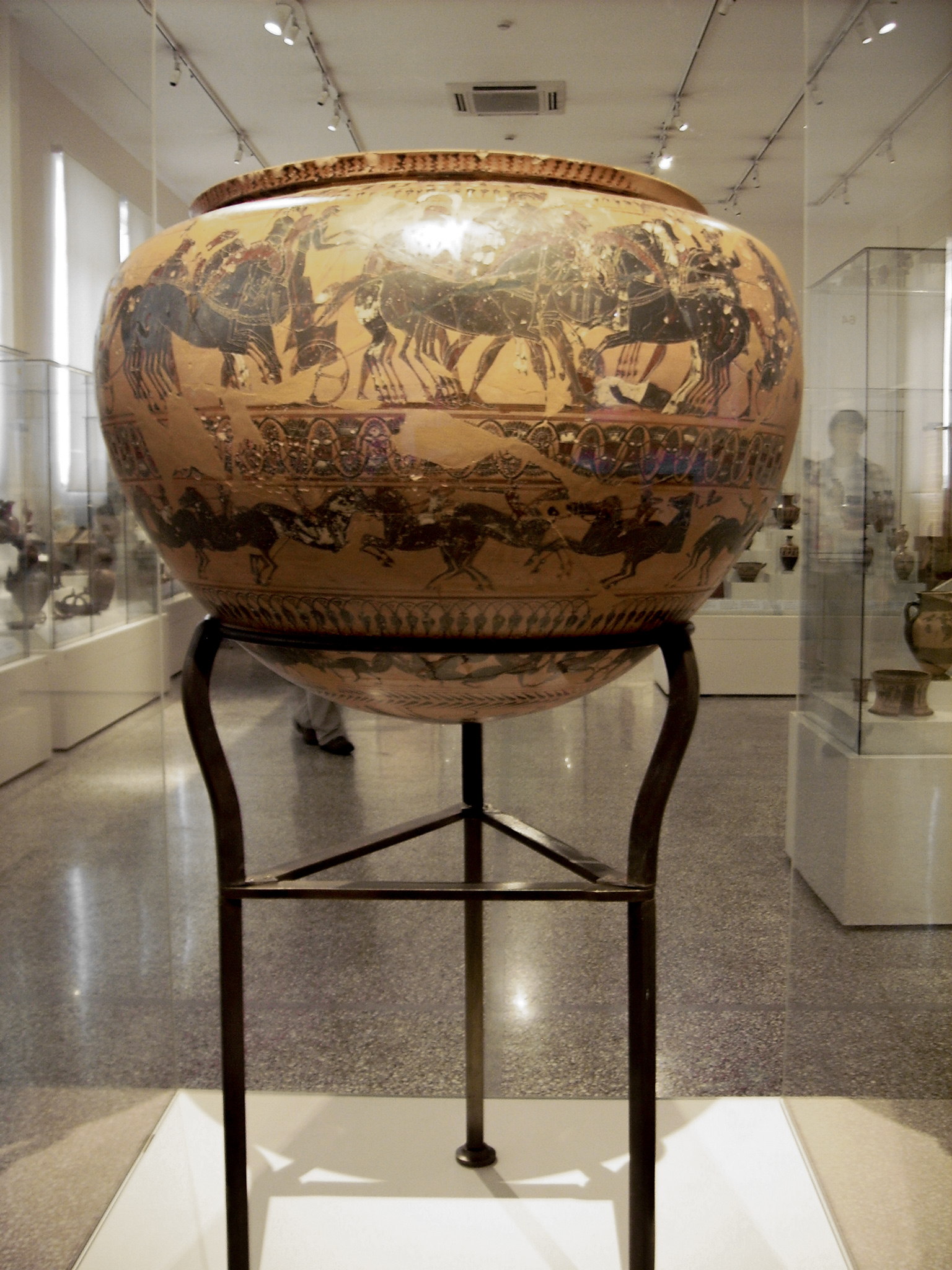
Lébès attique à figures noires sur un support moderne, Musée national archéologique d'Athènes.

Dans la céramique grecque antique, le lébès (du grec ancien λέβης / lébês) est un vase en forme de chaudron à fond arrondi, récipient en métal ou en bronze le plus souvent ; posé sur un trépied, utilisé pour chauffer l'eau ou les aliments, et pour les ablutions, parfois posé sur un autre support. Sous le nom de dinos, il s'agit d'une forme presque identique pour mélanger l'eau et le vin.

## Exemples
- Deux dinoi du peintre Sophilos au British Museum, Londres[1].
- Le dinos du Peintre de la Gorgone au musée du Louvre, Paris
- Un lébès en bronze d'origine étrusque ou anatolienne (image du "lébès de Sainte-Colombe-sur-Seine", sur Commons) a été découvert dans une tombe de Sainte-Colombe-sur-Seine, non loin du site de la tombe de Vix, en Côte-d'Or.